# Hans Bürger-Prinz

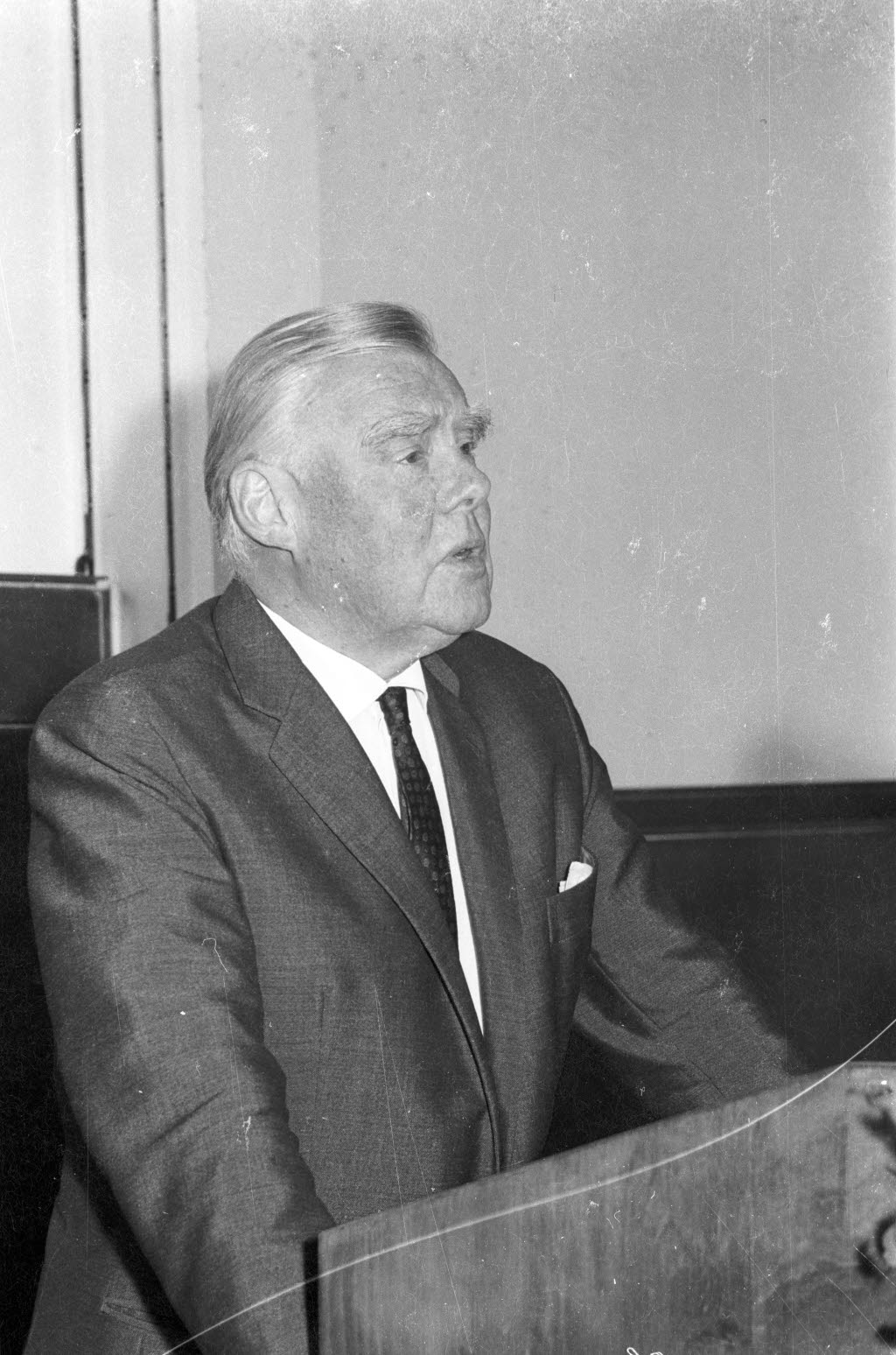
Hans Bürger-Prinz (1967)

Hans Bürger-Prinz (* 16. November 1897 in Weinheim als Hans Bürger; † 29. Januar 1976 in Hamburg) war ein deutscher Psychiater und Hochschullehrer.

## Leben
Hans Bürger-Prinz wurde als Hans August Joseph Bürger als Sohn des Oberpostsekretärs Joseph Karl Bürger und seiner Frau Alma Bürger, geborene Roghmann geboren und als Erwachsener aus nicht bekannten Gründen von den Eheleuten Gerhard und Maria Prinz adoptiert; so kam er zu seinem Doppelnamen. Einer seiner Vorfahren war der Dichter Gottfried August Bürger. Er besuchte das Gymnasium Kreuzgasse in Köln, machte aber erst nach dem Ersten Weltkrieg das Abitur. Während des Krieges wurde er Leutnant der Infanterie und erhielt das Eiserne Kreuz I. Klasse.
Nach dem Abitur studierte er Medizin an der Rheinischen Friedrich-Wilhelms-Universität Bonn und der Universität Köln. 1924 absolvierte er in Köln das Staatsexamen. Er promovierte bei Kurt Schneider mit einem psychopathologischen Thema zum Dr. med. In seiner Ausbildung zum Psychiater und Neurologen – seine Lehrer waren Gustav Aschaffenburg, Karl Wilmanns, Kurt Schneider, Wilhelm Mayer-Gross, Joseph Babinski, Georges Charles Guillain u. a.– arbeitete er von 1925 bis 1929 als Assistenzarzt am Universitätsklinikum Heidelberg und zwischenzeitlich in Paris am Hôpital de la Salpêtrière. 1930 habilitierte er sich in Köln bei Gustav Aschaffenburg. Bei ihm und ab 1931 im Universitätsklinikum Leipzig war er Oberarzt.
1936 kam er nach Hamburg und wurde – zunächst kommissarisch als Nachfolger des ebenfalls kommissarisch eingesetzten Ernst Rittershaus – Leiter der Psychiatrischen und Neurologischen Klinik der Staatskrankenanstalt Friedrichsberg, die er auch nach der 1942 erfolgten Verlegung an das Universitäts-Krankenhaus Eppendorf führte. Seit 1937 war er Ordinarius für Psychiatrie und Neurologie. Unterbrochen in der Nachkriegszeit von 1945 bis 1947, blieb er über 28 Jahre im Amt. 1965 wurde er emeritiert.
Als Forscher hat er die Entwicklung der Psychiatrie stark beeinflusst. Neben der Arbeit in der Psychiatrie förderte er in diesem Fachgebiet Forschungen in der Biochemie, Neuropathologie, Humangenetik und Neuropsychologie, vor allem auch die Kinder- und Jugendpsychiatrie, die „ohne Bürger-Prinz schwerer die allgemeine Anerkennung gewonnen“ hätte. Ebenso nahm er starken Einfluss auf die Reformen des Sexualstrafrechts und auf die forensische Psychiatrie, der er „zu Maßstäben mit hoher Qualität verholfen“ hat.

### Zeit des Nationalsozialismus
Bürger-Prinz trat zum 1. Mai 1933 in die NSDAP (Mitgliedsnummer 2.382.736) sowie im selben Jahr in die SA ein und war zudem Mitglied im NS-Lehrerbund, NS-Ärztebund und im NS-Dozentenbund sowie Mitglied einer Kommission der Reichsstelle zur Förderung des deutschen Schrifttums. In seiner Funktion als ehrenamtlicher Richter am Erbgesundheitsgericht entschied er über die Zwangssterilisation von Personen, die als erbkrank eingestuft waren. Ab Kriegsbeginn war er nebenamtlich auch als beratender Psychiater der Wehrmacht tätig. Auch gehörte er ab 1944 dem Wissenschaftlichen Beirat beim Bevollmächtigten für das Gesundheitswesen Karl Brandt an, welcher wegen seiner Kriegsverbrechen im Rahmen der Nürnberger Prozesse zum Tode verurteilt und hingerichtet wurde.
Über die Arbeit deutscher Psychiater während der NS-Jahre schreibt der Sachbuchautor Peter-Ferdinand Koch unter anderem: „Einer der dunklen Ehrenmänner hörte auf den Namen Hans Bürger-Prinz. Er sah sich nicht als Kriminellen, seine Heldentaten verstand er als ,Hilfe‘.“ Koch zitiert einen Mitarbeiter Bürger-Prinz‘ mit den Worten: „Der Geist, in dem er handelte, ist derselbe, der jene beseelte, die Deutschland in den Untergang führten.“ Koch ist der Auffassung, dass „pure Karrieresucht“ Bürger-Prinz zu dem machte, was er wurde.
Bürger-Prinz war ab 1938 Mitherausgeber der Monatsschrift für Kriminalbiologie und Strafrechtsreform im Verlag J. F. Lehmanns. Von Oktober 1940 an saß Bürger-Prinz im Senat der Kolonialärztlichen Akademie der NSDAP. Im Zweiten Weltkrieg war er im Rang eines Oberfeldarztes beratender Militärpsychiater im Wehrkreis X in Hamburg. 1941 wurde er Chef der Psychiatrischen Abteilung an der Universitätsklinik in Hamburg-Eppendorf. „Hier entwickelte er NS-Aktivitäten ohne Unterlaß, traf ,gar aus dem Menschen-Material der Großstadt eine Auslese‘, womit jene Bombengeschädigten gemeint waren, die an Depressionen litten.“

### Nachkriegszeit
In der Nachkriegszeit wurde er bis 1947 von der britischen Militärregierung von seinem Amt als Direktor suspendiert. Während seiner Abwesenheit wurde er vor allem von Hans Büssow vertreten. Allerdings bestritt Bürger-Prinz jegliche Beteiligung an Krankenmorden in seiner Klinik und bagatellisierte seine Mitgliedschaften in den diversen NS-Organisationen, so dass er das Entnazifizierungsverfahren bestand. Erst nach seinem Tod Ende der 1980er Jahre vorgenommene Auswertungen ergaben im Sinn eines historischen Beweises, dass das von Bürger-Prinz geleitete Klinikum sehr wohl umfangreich an den Tötungen psychiatrischer Patienten beteiligt war. Ab 1947 bis 1968 war Bürger-Prinz wieder als Direktor der Psychiatrischen und Nervenklinik sowie der Poliklinik Hamburg-Eppendorf tätig. Seinen Lehrstuhl an der Universität Hamburg hatte er von 1937 bis zu seiner Emeritierung im Jahr 1966 inne.
Bürger-Prinz richtete 1949 die Forschungsstelle für menschliche Erb- und Konstitutionsbiologie ein, die ab 1949 von Bernhard Duis, ehemals Oberarzt des Instituts für Rassenbiologie in Königsberg, geleitet wurde und bis 1951 existierte.
Die Deutsche Gesellschaft für Sexualforschung wählte ihn 1950 zum Präsidenten.
Bürger-Prinz beeindruckte in Vorlesungen und Vorträgen mit seinem Einfallsreichtum und freier Rede. In einem Nachruf hieß es: „Er war einer der letzten Großen unseres Faches …, weil  seine Zeit es … noch erlaubt hat, … Kräfte und Ausstrahlungen von Persönlichkeiten wachsen zu lassen, die ihre Welt bereicherten.“

## Veröffentlichungen (Auswahl)
- Ein Psychiater berichtet. Hoffmann und Campe, Hamburg 1971, ISBN 3-455-00740-6 (Autobiographie).
- mit Fritz Bauer, Hans Giese und Herbert Jäger: Sexualität und Verbrechen. Frankfurt/Hamburg 1963.